# Jolanta Błędowska
Jolanta Błędowska, po mężu Hołota (ur. 17 września 1963 w Katowicach) – polska hokeistka na trawie, olimpijka.
Występowała w zespołach KHNT Budowlani Katowice (1977-1980) i AZS Uniwersytet Śląski Katowice (1981-1987). Grała na pozycji rozgrywającej. Zdobyła trzy tytuły mistrza Polski  na otwartym stadionie (1984, 1985, 1986) i cztery w hali (1984, 1985, 1986, 1987). Wystąpiła w 35 spotkaniach reprezentacji narodowej, m.in. na igrzyskach olimpijskich w Moskwie w 1980; Polska zajęła w turnieju 6., ostatnie, miejsce.
Ukończyła Technikum Górnicze w Katowicach (1984) ze specjalnością ekonomika kopalń. Jest żoną Janusza Hołoty (piłkarza GKS Katowice), ma syna Tomasza.